# Kleinasiatische Wechselkröte
Die Kleinasiatische Wechselkröte (Bufotes viridis sitibundus) ist eine Unterart der Wechselkröte (Bufotes viridis). Synonyme (wissenschaftlich nicht mehr gültig) sind: Bufotes sitibundus Bufo sitibundus, Bufo variabilis var. sitibunda, Bufo kavirensis, Bufo viridis ssp. arabicus. Die Kleinasiatische Wechselkröte (Syn. Östliche Wechselkröte), ist ein Froschlurch aus der Gattung Bufotes innerhalb der Familie der Kröten (Bufonidae). Die diploide Amphibienart zählt genetisch zu der 2019 taxonomisch neu eingeteilten Gruppe der Wechselkröten.

## Merkmale

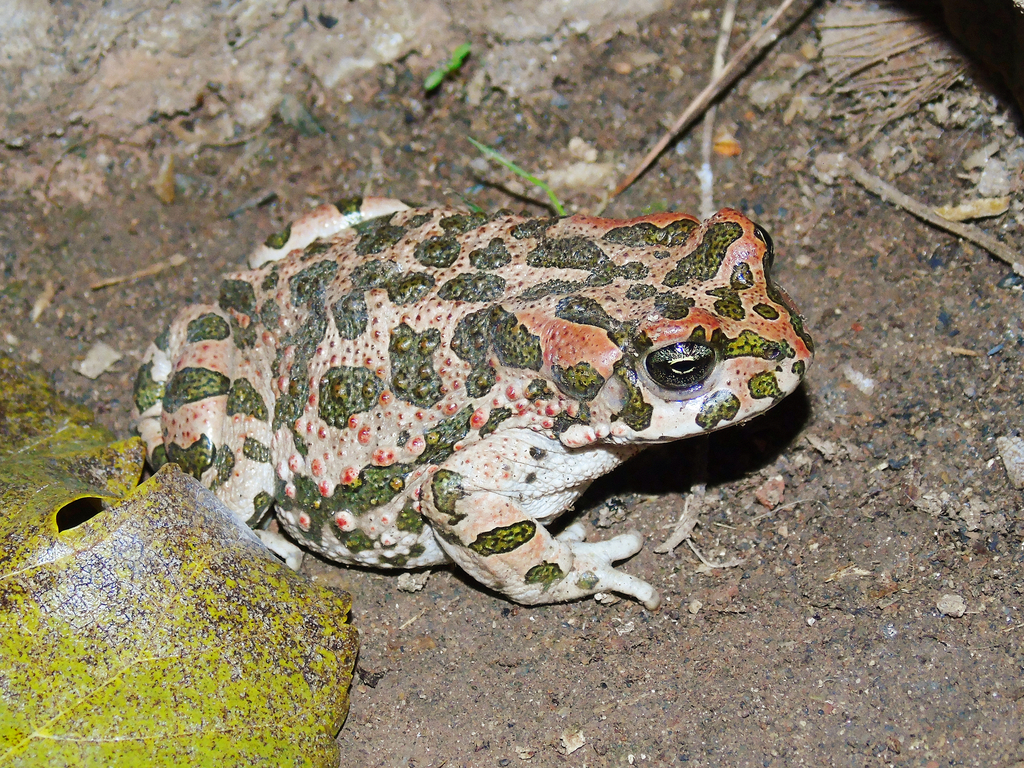
Bufotes viridis sitibundus aus der Umgebung von Diyarbakır, Türkei

B. viridis sitibundus erinnert aufgrund ihrer Morphologie sehr an die Nominatform Bufotes viridis. Offensichtlich gibt es einen Dimorphismus zwischen den Geschlechtern. So zeigt sich am Rücken adulter männlicher Exemplare eine verwaschene olivgrüne Färbung und kein fleckiges Muster. Die Weibchen dagegen besitzen die für Wechselkröten typische Musterung. Als zusätzliches Merkmal finden sich an den Hüften und Oberschenkeln kleine rötliche Warzen. Der trillernde Paarungsruf klingt für das menschliche Ohr gänzlich wie derjenige mitteleuropäischer Tiere.

## Verbreitung
B. viridis sitibundus besitzt ein weites Verbreitungsgebiet im euroasiatischen Raum. Es umfasst den Nördlichen Sinai (Ägypten) sowie Israel, Libanon, Türkei, West- und Nordsyrien, ganz Anatolien und die Kaukasusregion bis Südrussland und Kasachstan. Als Terra typica werden die Steppengebiete entlang der Flussniederungen des Yaik (heute: Ural) genannt. Auch im Ostirak, Westiran sowie im Jemen wurde die Kröte stellenweise nachgewiesen.
G. Deichsel, J. Rutschke (2022) berichten über Funde der Kleinasiatischen Wechselkröte auf Rhodos (Griechenland). Als Primärhabitate werden dort Randbereiche von Fließgewässer (z. B. am Mittellauf des Stafilias) sowie lichte Aleppo-Kiefernwälder (Pinus halepensis) genannt. Zunehmende Waldbrände auf der Insel zerstören die Lebensräume.

## Gefährdung
Über die Gefährdung dieser Art ist nichts bekannt. Bei der IUCN ist die Art nicht gelistet (Stand: Feb. 2022). Auch AmphibiaWeb liefert keine weiteren Informationen.